# Ebersberg (Erbach)
Ebersberg ist ein Stadtteil von Erbach im südhessischen Odenwaldkreis.

## Geographie
Das Dorf Ebersberg besteht aus zerstreut liegenden Häusern bei einseitiger Tallage und liegt etwa fünf Kilometer südlich der Kernstadt Erbach im Buntsandstein-Gebiet des Odenwaldes. Der Ort wurde auf einer kleinen Anhöhe östlich der Mümling und nördlich eines wenige hundert Meter langen Seitentals angelegt. Die Mümling im Westen, das Himbachel im Süden, das Ebersberger Felsenmeer im Osten und der Kalteberg mit der Katzenklinge im Norden bilden die Gemarkungsgrenze. Der Stadtteil umfasst die Gemarkung Ebersberg. Deren Fläche beträgt 394 Hektar, davon sind 256 Hektar bewaldet. Waldfrei sind die Tallagen in Ortsnähe. Der Ebersberger Kopf (440 m ü. NN) nimmt den Südteil der Gemarkung ein. Östlich des Felsenmeers erreicht die Gemarkung eine Höhe von 540 m ü. NN. Die Ortslage befindet sich auf 247 bis 307 m ü. NN
Im Norden und Nordwesten liegen die Erbacher Stadtteile Schönnen, Günterfürst und Haisterbach (3 km), im Süden befinden sich Marbach (1 km) und Hetzbach (3 km) sowie das Himbächel-Viadukt. Zur bayerischen Grenze im Osten bei Bullau und Eutergrund sind es etwa 5 km, ebenso zum Jagdschloss Krähberg im Südosten. Am westlichen Ortsrand verläuft die Bundesstraße 45 die von Kernstadt kommend über die Stadtteile  Lauerbach und Schönnen nach Ebersberg und weiter in die Stadt  Oberzent führt.

## Geschichte

### Ortsgeschichte
Die älteste bekannte schriftliche Erwähnung von Ebersberg wird in die Zeit 1398–1400 datiert.
Im Jahr 1443 wird der Ort unter dem Namen Ebersperg genannt.
Ebersberg gehörte zum Amt Erbach der Grafschaft Erbach, die 1806 zum Großherzogtum Hessen kam. Ab 1822 gehörte Ebersberg zum Landratsbezirk Erbach, ab 1852 zum Kreis Erbach (ab 1939: „Landkreis Erbach“), der – mit leichten Grenzberichtigungen – seit 1972 Odenwaldkreis heißt. Nach Auflösung des Amtes Erbach 1822 nahm die erstinstanzliche Rechtsprechung für Ebersberg das Landgericht Michelstadt wahr, ab 1879 das Amtsgericht Michelstadt.
Im Zuge der Gebietsreform in Hessen wurde die bis dahin selbständige Gemeinde Eberberg zum 31. Dezember 1971 auf freiwilliger Basis in die Stadt Erbach eingemeindet. Für Ebersberg wurde ein Ortsbezirk errichtet.

### Verwaltungsgeschichte im Überblick
Die folgende Liste zeigt die Staaten und Verwaltungseinheiten, denen Ebersberg angehört(e):
- vor 1718: Heiliges Römisches Reich, Grafschaft Erbach, Amt Erbach (Zent Erbach)
- ab 1718: Heiliges Römisches Reich, Grafschaft Erbach-Erbach, Anteil an der Grafschaft Erbach, Amt Erbach
- ab 1806: Großherzogtum Hessen (Souveränitätslande),[Anm. 2] Fürstentum Starkenburg, Amt Erbach (Standesherrschaft Erbach)
- ab 1815: Großherzogtum Hessen[Anm. 3] (Souveränitätslande), Provinz Starkenburg, Amt Erbach
- ab 1822: Großherzogtum Hessen, Provinz Starkenburg, Landratsbezirk Erbach[Anm. 4]
- ab 1848: Großherzogtum Hessen, Regierungsbezirk Erbach
- ab 1852: Großherzogtum Hessen, Provinz Starkenburg, Kreis Erbach
- ab 1871: Deutsches Reich,[Anm. 5] Großherzogtum Hessen, Provinz Starkenburg, Kreis Erbach
- ab 1918: Deutsches Reich, Volksstaat Hessen,[Anm. 6] Provinz Starkenburg, Kreis Erbach
- ab 1938: Deutsches Reich, Volksstaat Hessen, Landkreis Erbach[9][Anm. 7]
- ab 1945: Deutsches Reich, Amerikanische Besatzungszone,[Anm. 8] Groß-Hessen, Regierungsbezirk Darmstadt, Landkreis Erbach
- ab 1946: Deutsches Reich, Amerikanische Besatzungszone, Land Hessen, Regierungsbezirk Darmstadt, Landkreis Erbach
- ab 1949: Bundesrepublik Deutschland, Land Hessen, Regierungsbezirk Darmstadt, Landkreis Erbach
- ab 1972: Bundesrepublik Deutschland, Land Hessen, Odenwaldkreis, Stadt Erbach

## Bevölkerung

### Einwohnerentwicklung
- 1961: 185 evangelische (= 89,81 %), 21 katholische (= 10,19 %) Einwohner[1]

| Ebersberg: Einwohnerzahlen von 1829 bis 2023 | Ebersberg: Einwohnerzahlen von 1829 bis 2023 | Ebersberg: Einwohnerzahlen von 1829 bis 2023 | Ebersberg: Einwohnerzahlen von 1829 bis 2023 | Ebersberg: Einwohnerzahlen von 1829 bis 2023 |
| --- | -------------------------------------------- | -------------------------------------------- | -------------------------------------------- | -------------------------------------------- |
| Jahr |                                              |                                              |                                              | Einwohner                                    |
| 1829 | 1829                                         |                                              | 128                                          | 128                                          |
| 1834 | 1834                                         |                                              | 146                                          | 146                                          |
| 1840 | 1840                                         |                                              | 172                                          | 172                                          |
| 1846 | 1846                                         |                                              | 156                                          | 156                                          |
| 1852 | 1852                                         |                                              | 163                                          | 163                                          |
| 1858 | 1858                                         |                                              | 172                                          | 172                                          |
| 1864 | 1864                                         |                                              | 195                                          | 195                                          |
| 1871 | 1871                                         |                                              | 185                                          | 185                                          |
| 1875 | 1875                                         |                                              | 176                                          | 176                                          |
| 1885 | 1885                                         |                                              | 192                                          | 192                                          |
| 1895 | 1895                                         |                                              | 186                                          | 186                                          |
| 1905 | 1905                                         |                                              | 192                                          | 192                                          |
| 1910 | 1910                                         |                                              | 199                                          | 199                                          |
| 1925 | 1925                                         |                                              | 228                                          | 228                                          |
| 1939 | 1939                                         |                                              | 206                                          | 206                                          |
| 1946 | 1946                                         |                                              | 261                                          | 261                                          |
| 1950 | 1950                                         |                                              | 287                                          | 287                                          |
| 1956 | 1956                                         |                                              | 238                                          | 238                                          |
| 1961 | 1961                                         |                                              | 206                                          | 206                                          |
| 1967 | 1967                                         |                                              | 211                                          | 211                                          |
| 1970 | 1970                                         |                                              | 219                                          | 219                                          |
| 1980 | 1980                                         |                                              | ?                                            | ?                                            |
| 1990 | 1990                                         |                                              | ?                                            | ?                                            |
| 2000 | 2000                                         |                                              | ?                                            | ?                                            |
| 2011 | 2011                                         |                                              | 249                                          | 249                                          |
| 2014 | 2014                                         |                                              | 262                                          | 262                                          |
| 2023 | 2023                                         |                                              | 238                                          | 238                                          |
| Datenquelle: Historisches Gemeindeverzeichnis für Hessen: Die Bevölkerung der Gemeinden 1834 bis 1967. Wiesbaden: Hessisches Statistisches Landesamt, 1968. Weitere Quellen: LAGIS; Zensus 2011; Stadt Erbach |                                              |                                              |                                              |                                              |

### Einwohnerstruktur 2011
Nach den Erhebungen des Zensus 2011 lebten am Stichtag dem 9. Mai 2011 in Ebersberg 249 Einwohner. Darunter waren 9 (3,6 %) Ausländer.
Nach dem Lebensalter waren 42 Einwohner unter 18 Jahren, 84 zwischen 18 und 49, 57 zwischen 50 und 64 und 66 Einwohner waren älter.
Die Einwohner lebten in 108 Haushalten. Davon waren 30 Singlehaushalte, 36 Paare ohne Kinder und 30 Paare mit Kindern, sowie 9 Alleinerziehende und 3 Wohngemeinschaften. In 27 Haushalten lebten ausschließlich Senioren und in 62 Haushaltungen lebten keine Senioren.

## Politik
Ortsbeirat
Für Ebersberg besteht ein Ortsbezirk (Gebiete der ehemaligen Gemeinde Ebersberg) mit Ortsbeirat und Ortsvorsteher, nach Maßgabe der §§ 81 und 82 HGO und des Kommunalwahlgesetzes in der jeweils gültigen Fassung gebildet. Der Ortsbeirat besteht aus fünf Mitgliedern. Bei den Kommunalwahlen in Hessen 2021 betrug die Wahlbeteiligung zum Ortsbeirat Ebersberg 62,50 %. Alle Kandidaten gehörten der Wählergemeinschaft Ebersberg an. Der Ortsbeirat wählte  Erich Petersik zum Ortsvorsteher.

## Kultur und Sehenswürdigkeiten

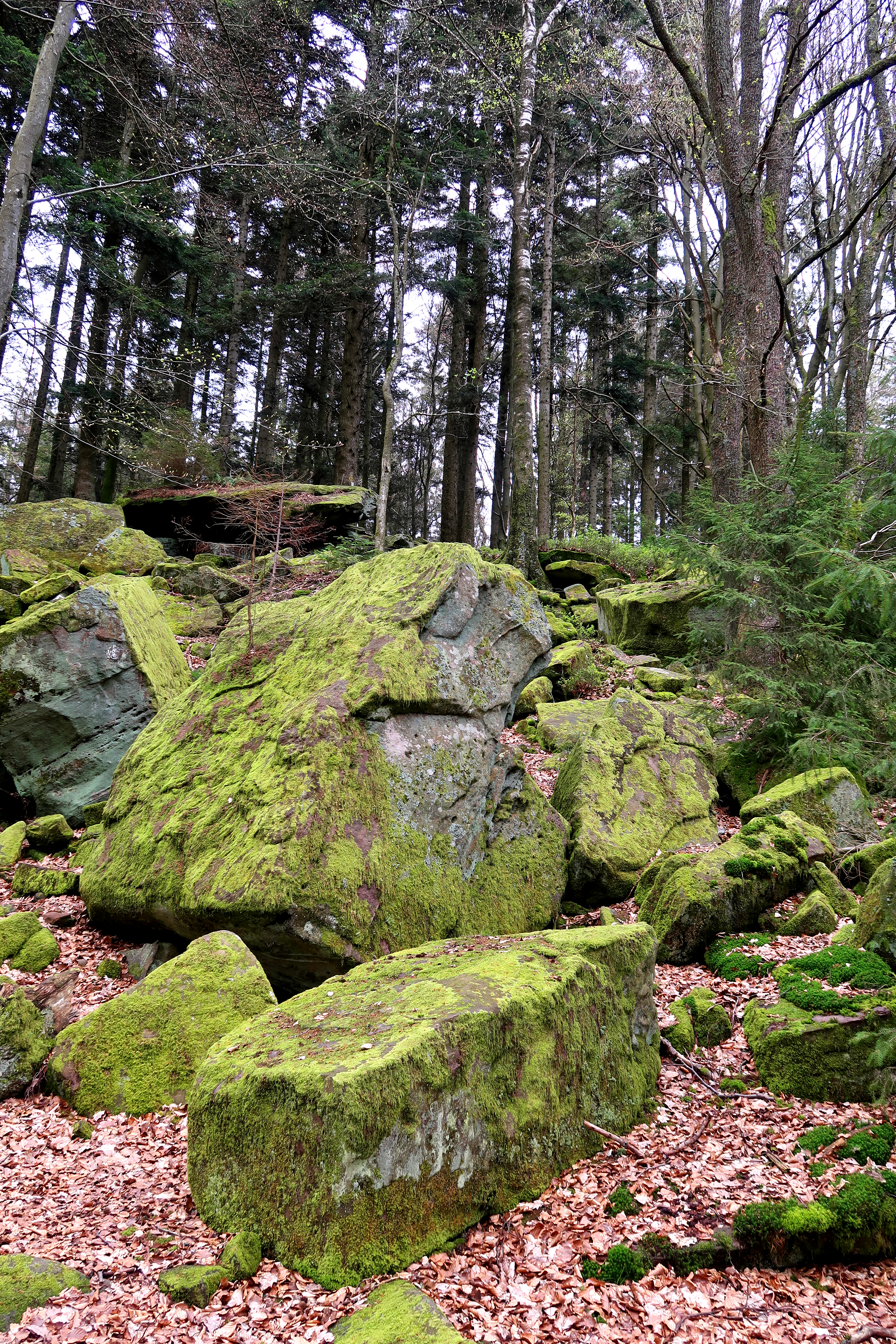
Ebersberger Felsenmeer

### Vereine
Die ortsansässigen Vereine treffen sich im Dorfgemeinschaftshaus mit dem sogenannten Schulkeller.
- Freiwillige Feuerwehr Erbach-Ebersberg
- Karnevalsgemeinschaft Schönberg (Schönnen-Ebersberg)
- Vogelschutzgruppe Ebersberg

### Regelmäßige Veranstaltungen
- Kerwe Ebersberg, 4. Wochenende im August. Bis in die 1980er Jahre gab es zur Kerwe den Brauch, eine Kerwepuppe zu verbrennen. Diese Kerwepuppe war aus Stroh gefertigt, hatte Menschengestalt und wurde beim Kerweumzug durch das Dorf getragen, bevor sie dann öffentlich verbrannt, d. h. quasi hingerichtet oder geopfert worden ist.
- Feuerwehr-Grillfest, 1. Wochenende im Juli

### Regionale Bräuche
- Der Brunnenkopfweg trägt im Volksmund den Namen Schindelsbuckel, ein Steilstück der Ebersberger Straße ist der Sauersbuckel. Namensgeber waren jeweils Ebersberger „Originale“ (der Schindels Lui und der Sauersbauer), die dort wohnten.
- Alle Bäche besitzen einen weiblichen Namen und auch ein weibliches Pronomen („Die Bach“, „Die Mümling“, „Die Dohl“, „Die Himbächl“, „Die Marbach“).
- Am Neujahrstag ziehen die Kinder zum „Neujahrsschießen“ von Haus zu Haus.

### Bauwerke
- Mühle mit Mühlenteich
- Dorfbrunnen mit restauriertem Dorfwaagenhaus (Dorfwaage)
- Ehemaliges Schulhaus in Sandsteinbauweise

## Wirtschaft und Infrastruktur
Jenseits der Mümling führt die Bundesstraße 45 an Ebersberg vorbei. Sie ist über eine Brücke vom Ort aus erreichbar. Die Odenwaldbahn steigt östlich des Ortskerns an den Hängen des Mümlingtals zum Himbächel-Viadukt auf. Die nächste Bahnstation ist Hetzbach. Der Nibelungensteig durchquert den Ort und führt an Himbächel-Viadukt und am Felsenmeer vorbei.
Der Ort hat ein eigenes kleines Freibad, das 2004 im Zuge der Dorferneuerung saniert wurde. Ferner wurde aus dem Schulhaus ein Dorfgemeinschaftshaus geschaffen und es gibt einen Sportplatz und einen Kinderspielplatz. Der Friedhof besitzt eine Aussegnungshalle.
Neben einem Holzhandel (Holzland Seibert) und einem Sägewerk bestehen in Ebersberg noch zwei Bauernhöfe, die Landwirtschaft im Nebenerwerb betreiben.